# 道路運送車両法
道路運送車両法（どうろうんそうしゃりょうほう、昭和26年6月1日法律第185号）は、道路運送車両などに関する日本の法律である。
この法律の目的は、「道路運送車両（自動車、原動機付自転車および軽車両）に関し、所有権についての公証等を行い、並びに安全性の確保及び公害の防止その他の環境の保全並びに整備についての技術の向上を図り、併せて自動車の整備事業の健全な発達に資することにより、公共の福祉を増進すること」（同法1条）とされ、施行後も自動車のリサイクル促進、リコール制度、不正改造などに関して改正が行われている。主務官庁は、国土交通省物流・自動車局である。
同法の施行に合わせ、車両規則（昭和22年運輸省令第36号）は廃止された。

## 構成
- 第1章 総則
- 第2章 自動車の登録
- 第3章 道路運送車両の保安基準
- 第4章 道路運送車両の点検及び整備
- 第5章 道路運送車両の検査
- 第5章の二 軽自動車検査協会
  - 第1節 総則
  - 第2節 設立
  - 第3節 管理
  - 第4節 業務
  - 第5節 財務及び会計
  - 第6節 監督
  - 第7節 解散
- 第6章 自動車の整備事業
- 第7章 雑則
- 第8章 罰則
- 附則

### 関連法令
- 道路運送車両法施行法（昭和26年法律第186号）
- 道路運送車両法施行令（昭和26年政令第254号）
- 道路運送車両法関係手数料令（昭和26年政令第255号）
- 自動車登録令（昭和26年政令第256号）
- 道路運送車両の保安基準（昭和26年運輸省令第67号）
- 自動車登録番号標交付代行者規則（昭和26年運輸省令第69号）
- 自動車点検基準（昭和26年運輸省令第70号）
- 自動車整備士技能検定規則（昭和26年運輸省令第71号）
- 道路運送車両法施行規則（昭和26年運輸省令第74号）
- 自動車型式指定規則（昭和26年運輸省令第85号）
- 自動車登録規則（昭和45年運輸省令第7号）
- 自動車の登録及び検査に関する申請書等の様式等を定める省令（昭和45年運輸省令第8号）
- 装置型式指定規則（平成10年運輸省令第66号）
- 道路運送車両の保安基準の細目を定める告示（平成14年国土交通省告示第619号）
- 自動車の点検及び整備に関する手引（平成19年国土交通省告示第317号）

## 道路運送車両
この法律で道路運送車両とは、自動車、原動機付自転車及び軽車両をいい、それぞれ以下のように定義されている。
- 自動車 - 原動機により陸上を移動させることを目的として製作した用具で軌条若しくは架線を用いないもの又はこれにより牽引して陸上を移動させることを目的として製作した用具であつて、次項に規定する原動機付自転車以外のもの
  - 普通自動車 - 小型自動車、軽自動車、大型特殊自動車及び小型特殊自動車以外の自動車。車両総重量が8トン以上乃至最大積載量が5トン以上の大型貨物自動車に関しては、90km/hで作動する速度抑制装置の装着義務が課せられる（8条4項及び5項、2003年9月1日改正）。
  - 小型自動車 - 四輪以上の自動車及び被けん引自動車で自動車の大きさが長さ4.70メートル以下、幅1.70メートル以下、高さ2.00メートル以下であるもののうち軽自動車、大型特殊自動車及び小型特殊自動車以外のもの（内燃機関を原動機とする自動車（軽油を燃料とする自動車及び天然ガスのみを燃料とする自動車を除く。）にあつては、その総排気量が2000cc以下のものに限る。）、および二輪自動車（側車付二輪自動車を含む。）及び三輪自動車で軽自動車、大型特殊自動車及び小型特殊自動車以外のもの
  - 軽自動車 - 二輪自動車（側車付二輪自動車を含む。）以外の自動車及び被けん引自動車で自動車の大きさが長さ3.40メートル以下、幅1.48メートル以下、高さ2.00メートル以下であるもののうち大型特殊自動車及び小型特殊自動車以外のもの（内燃機関を原動機とする自動車にあつては、その総排気量が660cc以下のものに限る。）、および二輪自動車（側車付二輪自動車を含む。）で自動車の大きさが長さ2.50メートル以下、幅1.30メートル以下、高さ2.00メートル以下に該当するもののうち大型特殊自動車及び小型特殊自動車以外のもの（内燃機関を原動機とする自動車にあつては、その総排気量が250cc以下のものに限る。）
  - 大型特殊自動車 - 次に掲げる自動車であつて、小型特殊自動車以外のもの、およびポール・トレーラ及び国土交通大臣の指定する特殊な構造を有する自動車
    - ショベル・ローダ、タイヤ・ローラ、ロード・ローラ、グレーダ、ロード・スタビライザ、スクレーパ、ロータリ除雪自動車、アスファルト・フィニッシャ、タイヤ・ドーザ、モータ・スイーパ、ダンパ、ホイール・ハンマ、ホイール・ブレーカ、フォーク・リフト、フォーク・ローダ、ホイール・クレーン、ストラドル・キャリヤ、ターレット式構内運搬自動車、自動車の車台が屈折して操向する構造の自動車、国土交通大臣の指定する構造のカタピラを有する自動車及び国土交通大臣の指定する特殊な構造を有する自動車
    - 農耕トラクタ、農業用薬剤散布車、刈取脱穀作業車、田植機及び国土交通大臣の指定する農耕作業用自動車

  - 小型特殊自動車 - 大型特殊自動車の区分前者に該当する自動車であつて、自動車の大きさが長さ4.70メートル以下、幅1.70メートル以下、高さ2.80メートル以下に該当するもののうち最高速度十五キロメートル毎時以下のもの、および大型特殊自動車の区分後者に該当する自動車であつて、最高速度三十五キロメートル毎時未満のもの
- 原動機付自転車 - 以下に定める総排気量又は定格出力を有する原動機により陸上を移動させることを目的として製作した用具で軌条若しくは架線を用いないもの又はこれにより牽引して陸上を移動させることを目的として製作した用具
  - 二輪を有するもの（側車付のものを除く。）にあつては、その総排気量は125cc以下（定格出力1.00kW以下）、その他のものにあつては50cc以下（定格出力0.60kW以下）

総排気量が50cc以下（定格出力0.60kW以下）のものを第一種原動機付自転車とし、その他のものを第二種原動機付自転車とする
- 軽車両 - 人力若しくは畜力により陸上を移動させることを目的として製作した用具で軌条若しくは架線を用いないもの又はこれにより牽引して陸上を移動させることを目的として製作した用具であつて、馬車、牛車、馬そり、荷車、人力車、三輪自転車（側車付の二輪自転車を含む。）及びリヤカーに該当するもの

## 軽自動車検査協会
軽自動車検査協会とは、1972年（昭和47年）の改正に基づいて設立された団体。1987年（昭和62年）に民間法人化。

## 道路運送車両の保安基準
略して通称保安基準と呼ばれる。本法第三章条文中にある「国土交通省令で定める保安上又は公害防止その他の環境保全上の技術基準」にあたり（昭和26年運輸省令第67号）、自動車においては本法第五章で規定されている「自動車の検査」（＝いわゆる車検）の基準でもある。その詳細については「道路運送車両の保安基準の細目を定める告示」（平成14年国土交通省告示第619号）に規定される。

### 自動車の保安基準
- 長さ12メートル、幅2.5メートル、高さ3.8メートル以下
- 軸重10トン、輪荷重5トン以下
- 接地圧200 kg/cm（カタピラを除き圧力の単位ではないので“kg/cm2”ではなく、タイヤの幅方向長さで除する）
- 最小回転半径12.0メートル
- 高速道路等(最高速度が60km/hを超える道路)[2]を走行するバスは全乗員乗客分のシートベルトを備える事
- 定員30名以上のバスは非常口を備える事
- 前部へ赤色、後部へ白色の灯火類を設置しない事（後退灯を除く）

など。
なお、書類審査による基準の緩和を行う事で、以上の基準を満たさない特殊車両も車検が可能になる。

### 原動機付自転車の保安基準
- 長さ2.5メートル、幅1.3メートル、高さ2メートル以下

など。

### 軽車両の保安基準
- 長さ4メートル、幅2メートル、高さ3メートル以下（人力）
- 長さ12メートル、幅2.5メートル、高さ3.5メートル以下（畜力）

など。

## 適用除外
- 自衛隊の車両
自衛隊法第百十四条及び自衛隊法施行令第百五十七条の定めにより、政令で定めるものや、防衛大臣の申し出により国土交通大臣が指定した自動車は、道路運送車両法が適用除外となる。適用除外となる自動車については、訓令でもって防衛省独自の保安基準が定められている[3]。
- 在日米軍の車両
- 在日外交官車両
- 道路交通に関する条約の締約国で登録された自動車
道路交通に関する条約を締約した国で登録され日本に持ち込まれた自動車に関しては、道路運送車両法の一部規定が適用除外となる[4]。

## 資格
- 自動車整備士